# Magdalenawijk
De Magdalenawijk is een wijk in de Belgische stad Kortrijk.
De wijk sluit onmiddellijk aan op de oude stadskern en grenst aan de Pottelbergwijk en het Westerkwartier. De wijk wordt doormidden gesneden door de spoorlijnen Kortrijk-Brugge en Kortrijk-Poperinge en wordt in het noorden begrensd door de Leie. Centraal in de Magdalenawijk ligt het Magdalenapark waar zich tevens het Magdalenazwembad, de UGent Campus Kortrijk en Howest bevinden.
Belgische gemeenten · Arrondissement Kortrijk · West-Vlaanderen · Vlaanderen